# Щурат Василь Григорович
Васи́ль Григо́рович Щура́т (12 (24) серпня 1871, Вислобоки — 27 квітня 1948, Львів) — український педагог, літературознавець, поет і перекладач.
1895 року здійснив повний переклад «Пісні про Роланда» українською мовою. Автор найкращого до 1914 року віршового перекладу «Слова о полку Ігоревім» сучасною українською мовою (1907). Батько вченого-літературознавця Степана Щурата.

## Життєпис
Родом із села Вислобоки на Львівщині. Студії зі слов'янської філології завершив у 1895 році у Львівському і Віденському (докторат у Ватрослава Яґіча) університетах, педагогічний іспит склав у Чернівецькому університеті в 1898 році.
У літературу, науку, громадянське і публіцистичне життя Львова і Відня Щурата впровадив Іван Франко, під впливом якого він залишився до 1896. Щурат виступав в австрійській, польській, чеській і західноукраїнській пресі зі статтями, поетичними перекладами та ориґінальними віршами, був співредактором газети «Буковина» в Чернівцях, редактором журналу «Молода Муза» (1906), «Сьвіт» і тижневика «Неділя» (1912). З політичних міркувань виступав на стороні «Діла».
У 1898—1934 учителював у державних гімназіях Перемишля, Бродів, Львова (з 1907). 1921-го не присягнув на вірність польській державі й став директором приватної жіночої гімназії сестер Василіянок у Львові (1921—1934).
1914 В. Щурат був обраний дійсним членом НТШ, а з 1915 по 1923 був його головою; брав активну участь у боротьбі за Український університет, а після неуспіху став ініціатором і першим ректором Львівського таємного університету (1921—1923). У 1930, у зв'язку з процесом СВУ і дальшими репресіями в Україні, зрікся гідности дійсного члена ВУАН, якою його наділено у червні 1929 разом з М. С. Возняком та Ф. М. Колессою за спеціальністю «мова та література» (відновлений дійсний член УАН після большевицької окупації Галичини у 1939). Останні роки життя працював директором Львівської бібліотеки АН УРСР і професором Львівського Університету.
Франко Іван склав поетичну відповідь — вірш «Декадент» — на закиди В. Щурата.

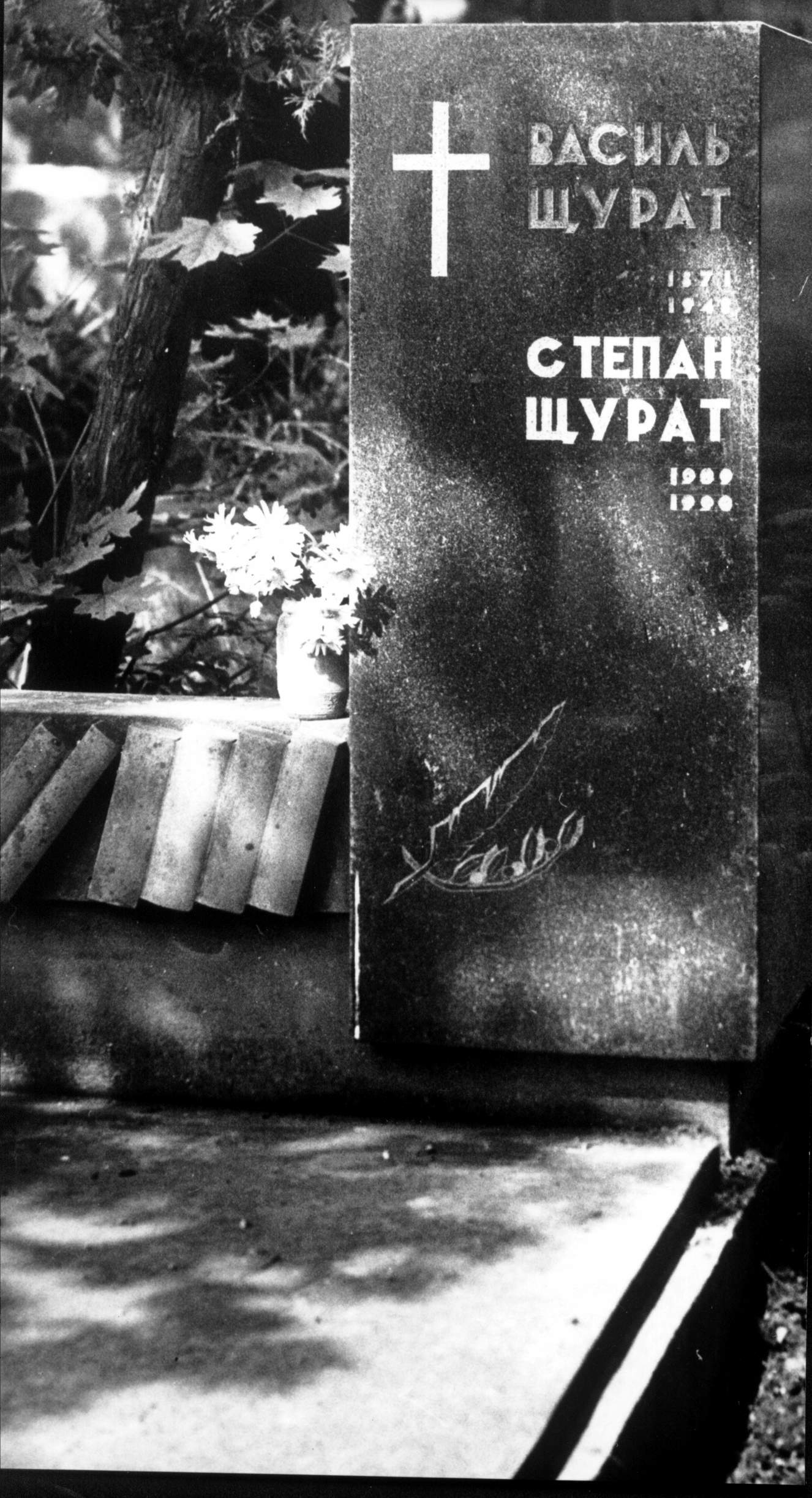
Могила Василя Щурата

Помер 24 квітня 1948 у Львові. Похований на Личаківському цвинтарі.

## Творчість
Літературознавча праця Щурата тематично різноманітна: від староукраїнської літератури («Слово Данила Заточника», 1896), до літератури 19 ст., зокрема праці про Тараса Шевченка, Маркіяна Шашкевича, Пантелеймона Куліша, Івана Котляревського, Юрія Федьковича, Івана Франка, Василя Самійленка, Григорія Квітку-Основ'яненка та ін. («Літературні начерки», 1913).
Збірки поезій:
- Lux in tenebris (1895),
- Мої листи (1898),
- Раз до мене молодість прийшла, На трембіті (1904),
- Історичні пісні (1907),
- Вибір пісень (1909),
- Поема «В суздальській тюрмі» (1916).

1898—1900 видав серію художніх творів «Артистично-літературні новини». 1900 і 1905 Щурат видав віршований молитовник «Із глибини воззвах» і 1902 поему «Зарваниця», що були зразком української релігійної поезії.
Крім того, багато перекладав: зі стародавніх поетів (Горацій), французьких («Пісня про Роланда»), німецьких (Гайне, Ґете), польських (Адам Міцкевич, Юліуш Словацький, Марія Конопніцька, Адам Асник, Ян Каспрович, Казімеж Пшерва-Тетмаер), російських, білоруських та інших. 
Багато уваги Щурат присвятив питанням українсько-польських відносин, зокрема літературі (студія «Шевченко і поляки», 1917; «Основи Шевченкових зв'язків з поляками», 1917; «Коліївщина в польській літературі до 1841», 1910).
Праці В. Щурата друкувалися переважно у «Записках НТШ». Посмертні видання творів Щурата; «Поезії» (Л., 1957 і 1962), «Вибрані праці з історії літератури» (К., 1963). Йому належить переклад «Слова о полку Ігоревім» сучасною українською мовою (1907).
Автор історично-краєзнавчого допису «Церкви греко-католицької парохії в Бродах» (Сьвіт, 1907. — № 5. — С. 78–80).
- Щурат В. Початки слави української народної пісні в Галичині / написав д-р Василь Щурат. — Львів: Накладом Т-ва «Просвіта», 1927. — 16 с., включ. обкл. — (Видання товариства «Просвіта»). [Архівовано 24 вересня 2020 у Wayback Machine.]